# Marek Borowski
Marek Stefan Borowski (Varsavia, 4 gennaio 1946) è un politico polacco, Maresciallo del Sejm dal 19 ottobre 2001 al 20 aprile 2004.